# Гленберн (Северна Дакота)
Гленберн (енгл. Glenburn) град је у америчкој савезној држави Северна Дакота.

## Демографија
По попису из 2010. године број становника је 380, што је 6 (1,6%) становника више него 2000. године.
| Група             | 2000.       | 2010.       |
| Белци             | 343 (91,7%) | 356 (93,7%) |
| Афроамериканци    | 2 (0,5%)    | 0 (0,0%)    |
| Азијати           | 4 (1,1%)    | 3 (0,8%)    |
| Хиспаноамериканци | 15 (4,0%)   | 8 (2,1%)    |
| Укупно            | 374         | 380         |